# Appareil manducateur

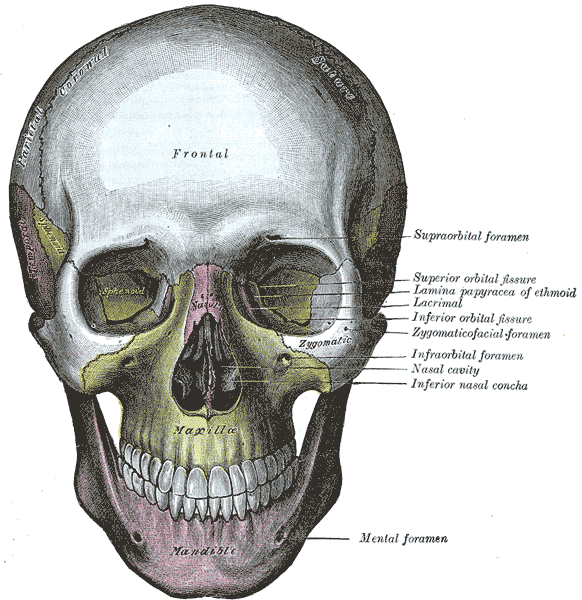
Schéma simplifie du crâne humain vu de face, montrant partiellement l'appareil manducateur.

Schéma de la. Les dents se répartissent sur l'arcade maxillaire et mandibulaire qui sont composées chacune de 2 cadrans ou hémi-arcades.

L'appareil manducateur est l'appareil servant à la manducation, c'est-à-dire aux opérations antérieures à la digestion (préhension, mastication, insalivation, ventilation et déglutition).
L'appareil manducateur est constitué des maxillaires et de la mandibule, supportant les arcades dentaires (en) et reliés par les articulations temporomandibulaires. Il comprend également la langue et les muscles masticateurs.

## Fonctions remplies
L'appareil manducateur assure les fonctions suivantes :
- préhension de l'aliment pour le porter dans la cavité buccale ;
- mastication ;
- insalivation ;
- ventilation ;
- déglutition ;

## Muscles de la manducation
Les muscles permettant les mouvements de fermeture de la bouche sont :
- le muscle masséter (élévation de la mandibule) ;
- le muscle temporal (élévation ; rétropulsion de la mandibule) ;
- le muscle ptérygoïdien médial (élévation de la mandibule) ;
- le muscle digastrique (rétropulsion de la mandibule).

Les muscles permettant les mouvements d'ouverture de la bouche et l'abaissement de la mandibule sont :
- le muscle ptérygoïdien latéral (propulsion ; diduction de la mandibule) ;
- le muscle ptérygoïdien médial (élévation ; propulsion ; diduction de la mandibule) ;
- le muscle mylo-hyoïdien (abaissement de la mandibule) ;
- le muscle génio-hyoïdien (abaissement de la mandibule) ;
- le ventre antérieur du muscle digastrique (abaissement de la mandibule).